# Eduard Lenz
Eduard Lenz (* 18. Juni 1901 in Bad Brückenau; † 8. November 1945 bei Omsk) war ein deutscher Priester der Christengemeinschaft und Schriftsteller.

## Leben
Eduard Lenz, in einer „strenggläubigen katholischen Familie“ aufgewachsen, besuchte die humanistischen Gymnasien in Erlangen und Würzburg und machte sein Abitur am Maximiliansgymnasium in München. Dann begann er eine Buchhändlerlehre sowie ein Studium an der Uni München; einer seiner Studienkollegen war Werner Heisenberg. Er war daneben ein führendes Mitglied der Wandervogel-Bewegung.
Er nahm 1922 an der Begründung der Christengemeinschaft teil und wurde zum Priester geweiht. 1925 wurde er von Friedrich Rittelmeyer nach Prag entsandt, lernte Tschechisch und baute dort die erste slawische Gemeinde auf. 
Schon 1931, also vor der Machtergreifung Hitlers, schrieb er kritisch zu der rechten Strömung in seiner Kirche: „Man trifft in Deutschland immer wieder auf die Tatsache, dass Mitglieder und Freunde der C. G. Anhänger und Bewunderer der Hitlerbewegung sind. Es wäre gut, sie auf die Konsequenzen ihrer Anschauungen hinzuweisen.“
Ab 1934 wirkte er in Dresden; 1938 wurde er zum „Lenker“ ernannt und in das siebenköpfige Führungsgremium der Christengemeinschaft – den sogenannten „Siebenerkreis“ – aufgenommen. Er war nun oft in Berlin, um mit der Nazi-Führung über die Verfolgung und das drohende Verbot der Christengemeinschaft zu verhandeln.
Nach dem Verbot wurde er dort bei einem Vortrag an Pfingsten 1941 inhaftiert, und all seine Bücher und Manuskripte wurden von der Gestapo beschlagnahmt. Nach der Entlassung kurz untergetaucht, wurde er 1942 in die Wehrmacht eingezogen und an die Ostfront geschickt. Im Mai 1945 geriet er in sowjetische Gefangenschaft und kam über das als Internierungslager umfunktionierte KZ Auschwitz in ein sibirisches Kohlenbergwerk. Von dort entkräftet in einen Viehwaggon zum Heimtransport gesteckt, verstarb er unterwegs und wurde in der Nähe von Omsk beigesetzt.
Eduard Lenz war seit 1920 mit der anthroposophischen Märchenerzählerin und -forscherin Friedel Lenz (1897–1970) verheiratet; sie hatten vier Kinder, wovon zwei Töchter im März 1945 in Dresden ums Leben kamen und der Sohn Johannes (1927–2020) ebenfalls Priester und „Oberlenker“ in der Christengemeinschaft wurde.

## Werke
- Gegner des Christentums. Zur Gottlosenbewegung, Verlag der Christengemeinschaft, Stuttgart 1932.
- Aufbruch zu religiöser Erneuerung. Briefe und Aufsätze, hg. von Friedel Lenz, Urachhaus, Stuttgart 1959.
  - erweiterte Neuausgabe als: Gelebte Zukunft. Aufsätze, Briefe, Dokumente, hg. von Johannes Lenz, Urachhaus, Stuttgart 1982.
- Betrachtungen über das Matthäus-Evangelium. Studien zur Komposition und Initiation im ersten Evangelium, hg. von Johannes Lenz, Urachhaus, Stuttgart 1990.